# Aeropuerto Juan Mendoza
Aeropuerto Juan Mendoza is een luchthaven nabij Oruro, in de provincie Cercado, departement Oruro. Het airport ligt op een hoogte van 3.702 meter boven zeeniveau en heeft twee landingsbanen, waarvan een verhard en een grasbaan.